# Chant
Chant:
1. angielska pieśń sakralna, z której wyewoluowały kantyczka i psalm. W chancie nuty nie miały ustalonej wartości, lecz były dostosowane do długości śpiewanego słowa.
2. gregoriańska pięcioczęściowa forma wokalna oparta na tekstach biblijnych. Kolejne części składowe to:
  1. Intonacja
  2. Pierwsza dominanta
  3. Medytacja
  4. Druga dominanta
  5. Finał